# Jestřebí (Liberec)
Jestřebí é uma comuna checa localizada na região de Liberec, distrito de Česká Lípa‎.